# Georges Peynet
Pour les articles homonymes, voir Peynet.
Georges Peynet, né le 20 novembre 1904 à Doyet (Allier) et mort le 4 février 1979 dans le 17e arrondissement de Paris, est un architecte français. Il a conçu et rénové de nombreuses salles de cinéma en France à l'instar d'Édouard Lardillier ou Pierre de Montaut et Adrienne Gorska.

## Biographie

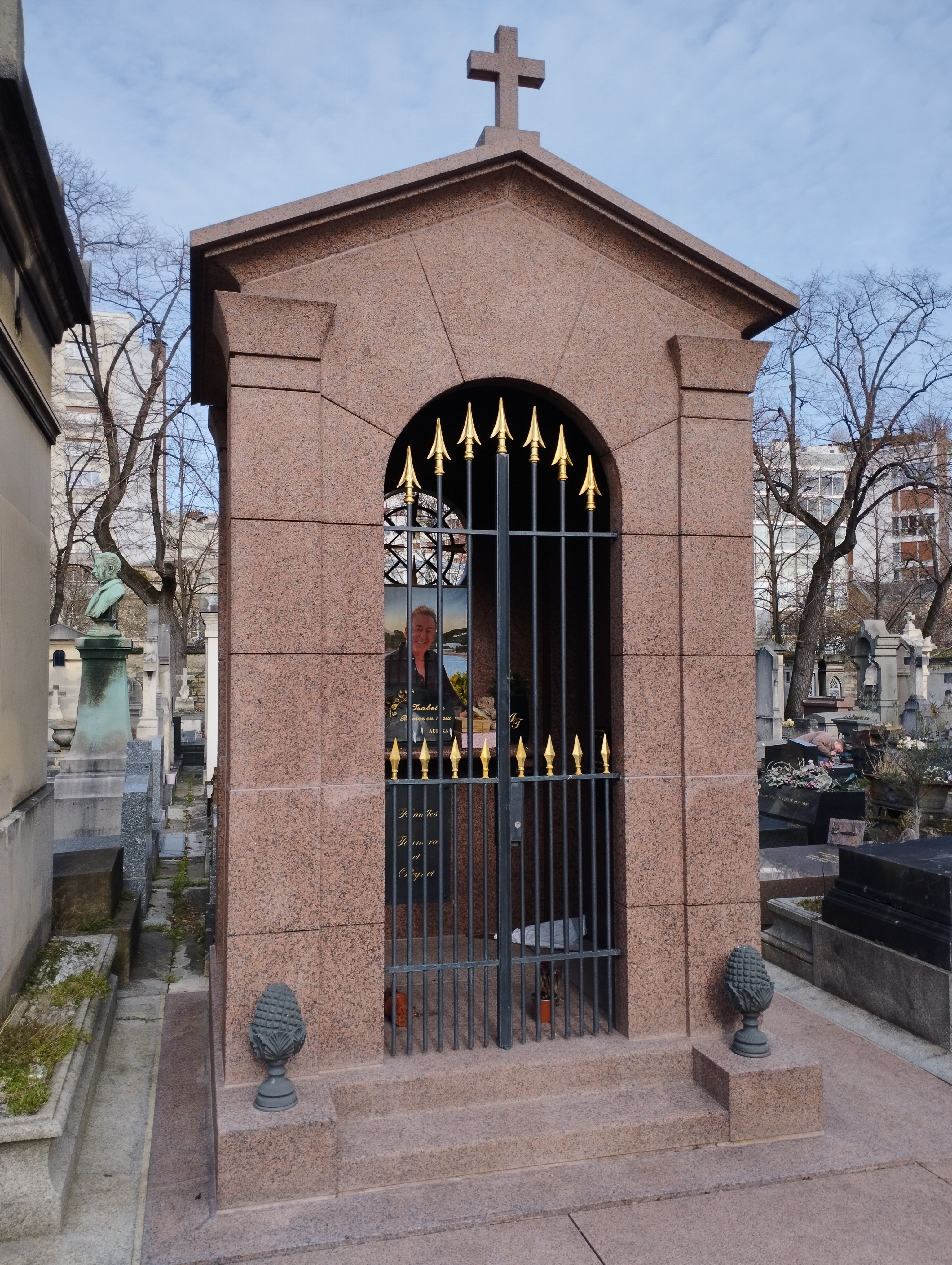
Tombe de Georges Peynet au cimetière du Montparnasse (division 18).

Il est l'architecte attitré de la société nouvelle des établissements Gaumont.
La revue Écran annonce la mort de l'architecte dans ses colonnes en 1979, à l'âge de « 74 ans ». Tandis que le no 32 de la revue Cinéma de France indique qu'il était à cette date associé à Raymond Roz et Raymond Chauvelin.
Il est inhumé au cimetière du Montparnasse (division 18).

## Réalisations
En 1937, la construction du cinéma de Montreuil Le Normandy lui est confiée (détruit en 1970). 
On lui doit la rénovation de nombreuses salles de cinéma d'après-guerre, dont :
- le Rio de Toulouse en 1950[6] ;
- la réfection complète du Max Linder Panorama à Paris en 1957[7],
- la conception de l'Ambassade-Gaumont sur les Champs-Élysées à Paris en 1959[8],
- la réfection du Gaumont-Palace à Paris en 1954[7], ainsi que celle du Gaumont-Palace de Toulouse,
- une nième transformation du Paris-Palace de Nice, actuelle avenue Jean-Médecin, suivant celle opérée en 1935 par Adrienne Gorska,
- la rénovation du Studio-Publicis et de L'Arlequin (anciennement le Lux-Rennes) en 1964, à Paris,
- la rénovation du Vendôme-Opéra et du Cambronne (100, rue Cambronne) en 1967, puis du Paramount Élysées (5, rue du Colisée) en 1968[7],
- la conception du Comœdia en 1949 à Lyon, après sa destruction durant la Seconde Guerre mondiale[7],
- la transformation du Paris, 23 avenue des Champs-Élysées, au bénéfice de Marcel Dassault

C'est ainsi qu'il est appelé pour la conception de la salle de spectacle du paquebot France.
De façon marginale, il réalise la maison de retraite du cinéma et du spectacle, 47 rue Gaston-Grimbaum à Vigneux-sur-Seine.
À l'étranger :
- 1952 : deux salles préfabriquées, le Biarritz (dans la Jirón de la Unión ; détruit en 1971) et le Paris (766, avenue Nicolás de Piérola, fermé) montés à Lima, Pérou.
- la conception du Colisée en 1953, située dans le quartier du Guéliz à Marrakech[7], au Maroc.
- la conception du Colisée à Oran, Algérie, en 1960.
- le Pigalle au Caire, Égypte.
- Le Triomphe, à Alger[11], avec Paul Guion et André Vieilhescaze architectes à Alger.